# 亞歷山大·安德烈耶維奇·伊萬諾夫

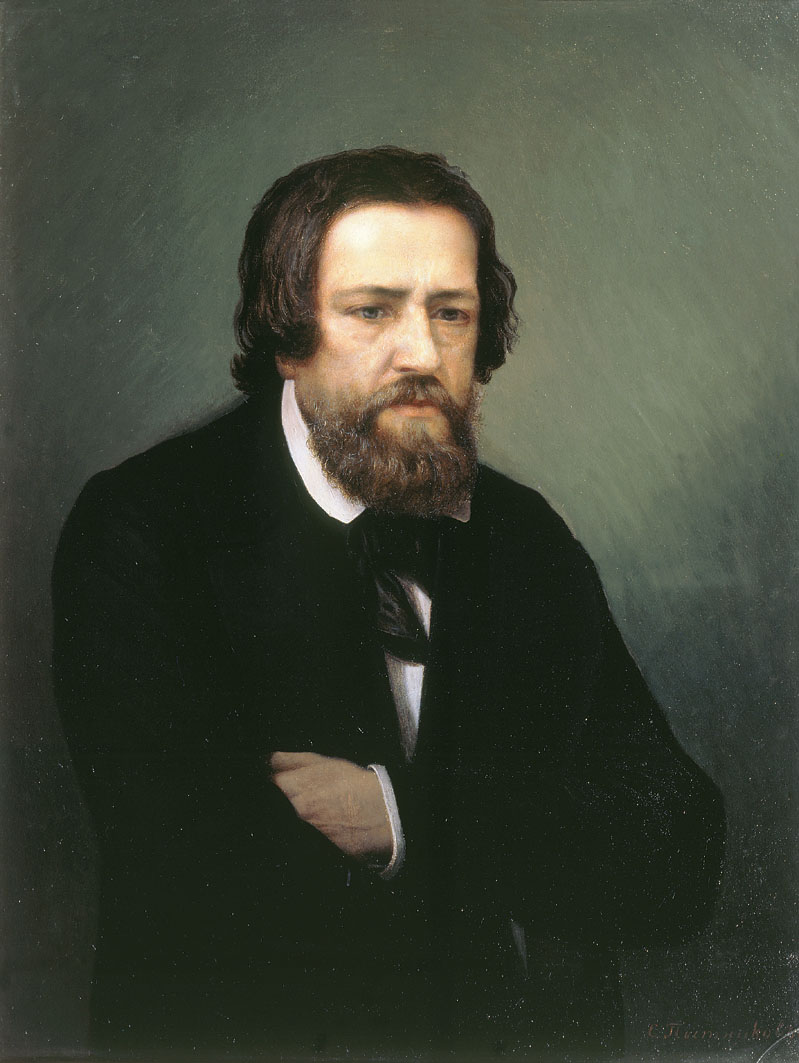
亞歷山大·安德烈耶維奇·伊萬諾夫

亞歷山大·安德烈耶維奇·伊萬諾夫（俄语：Алекса́ндр Андре́евич Ива́нов，1806年7月16日—1858年7月3日）是一位俄羅斯畫家，出生於聖彼得堡。
亞歷山大·安德烈耶維奇·伊萬諾夫是安德烈·伊萬諾夫之子，早年在帝國藝術學院學習繪畫。他的風格屬於新古典主義。1836年，帝國藝術學院授予他榮譽學位。1837年伊萬諾夫移居羅馬，他在那裡花了20年完成鉅作《在人們前顯現的基督》。該畫目前收藏於莫斯科特列季亞科夫畫廊。他在1858年去世，葬於季赫溫公墓。